# Ворн, Йорис
Йорис Ворн (нидерл. Joris Voorn) — нидерландский продюсер и диджей, работающий в жанре детройт-техно и тек-хаус. Ранее выпускался под псевдонимами Dark Science и Third Nation. Состоит с Edwin Oosterwal в проекте Rejected. Владелец техно-лейблов Green, Rejected и Sound Architecture. По образованию — архитектурный дизайнер. Женат на японке Шанти Ворн (Shanthi Voorn)

## Биография
Йорис Ворн — диджей и продюсер, который родился и вырос в Роттердаме, Нидерланды. С раннего детства он играл на скрипке, которую потом сменил  на гитару, но, услышав таких музыкантов, как Orbital, The Orb и Leftfield, сразу переключился на электронную музыку. Музыкальную карьеру он начал как диджей, в 1997 году. В 2000 году Ворн обзавёлся собственной небольшой студией и начал писать музыку. Его первый релиз «Muted Trax Pt.1», вышедший в 2002 году на нидерландском лейбле Keynote, сразу же попадает на первые места личных хит-парадов таких признанных авторитетов техно, как Лоран Гарнье и Карл Крэйг. О Йорисе вплотную заговорили в музыкальной среде после выхода его первой пластинки на Sino (дочерний лейбл гонконгского Technasia Records) — «Lost Memories Pt.1», сделавшей его имя узнаваемым. Релиз «Lost Memories Pt.2» утвердил Йориса Ворна как настоящего таланта. Трек Incident с характерными звуками пианино входил в хит-парады практически всех журналов о танцевальной музыке, вершиной этого стало лидерство в чарте техно-синглов журнала Mixmag. Его дебютный альбом «Future History», увидевший свет в 2004 году, открыл Йорису путь на международную арену. Его гастрольный график расписан на год вперёд. В мае 2005 года Йорис побывал и в Москве. На волне успеха летом 2005 же он открывает свой собственный лейбл Green. А в ноябре 2005 выпускает свой первый микс-диск «Fuse Presents Joris Voorn», встав в один ряд с такими любимцами знаменитой бельгийской техно-Мекки Fuse, как Dave Clarke, DJ Hell и Technasia.

## Избранная дискография

### Альбомы
- Future History (8 октября 2004, Sino)
- From A Deep Place (2007, Green)

Joris Voorn
- Fuse Presents Joris Voorn (21 ноября 2005, Music Man)